# Axis mundi

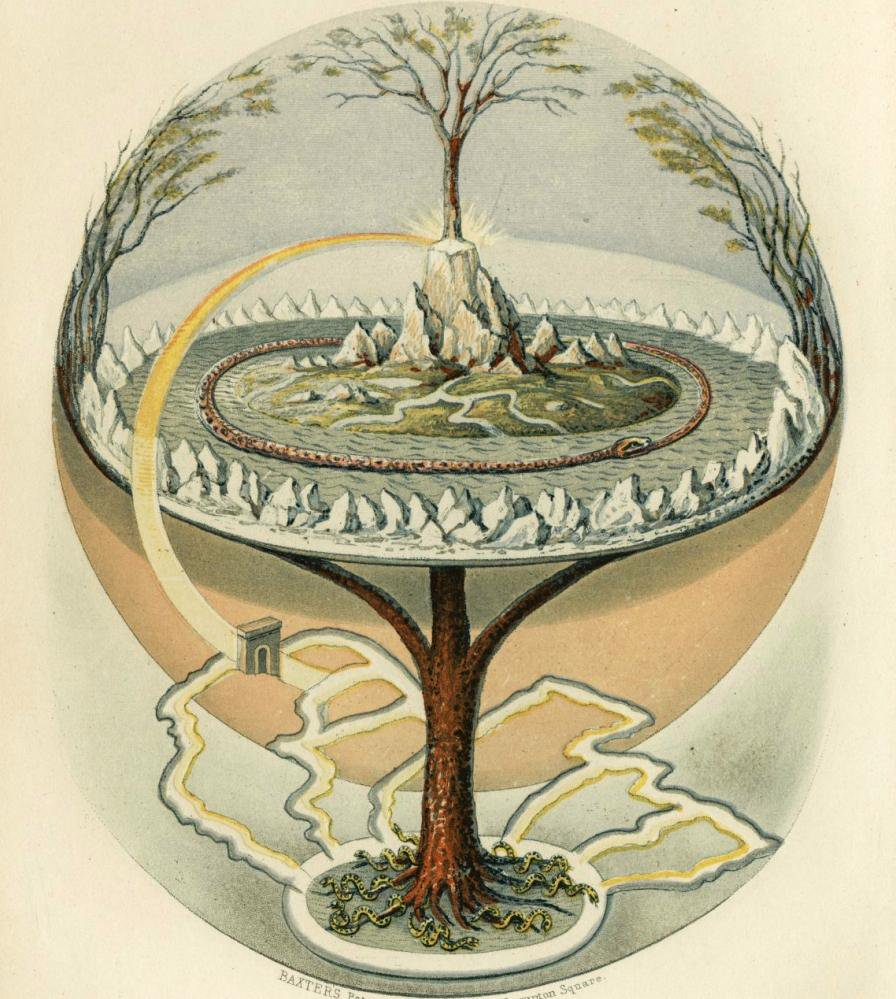
Yggdrasil, världsträdet målad som "världsaxel" (latin: axis mundi). Illustration från en engelsk översättning av Snorres Edda från 1847.

Axis mundi, ”världens axel”, kosmisk centrumsymbol är en term som används i religionshistoria. Inom den komparativa mytologin på 1900-talet har begreppet axis mundi – även kallat kosmisk axel, världsaxel, världsspelare, världens centrum eller världsträd – utvidgats kraftigt för att hänvisa till alla mytologiska koncept som representerar "förbindelsen mellan himmel och jord" eller "högre och lägre världar". Den rumänsk religionshistorikern och författaren  Mircea Eliade ,introducerade begreppet på 1950-talet.
Skiljandet av himlen från jorden, det heliga från det profana, är en fundamental kosmogonisk akt i många kulturer. Mytiskt kunde en gud hålla himlen uppe. Oftare fyllde en naturgiven formation eller en kultisk konstruktion denna roll. Solen i sin högsta position i zenit eller Polstjärnan på nordligare breddgrader markerade axelns topp, medan  omfalos (världens mitt) ”världens navel” (till exempel i Delfi eller i Jerusalem) eller annan centrumsymbol utgjorde axelns nedre fäste. Asken Yggdrasil som i den fornnordiska mytologin var placerad i världens mitt, vars rötter sträckte sig ner i underjorden och vars grenar nådde hela vägen upp till gudarnas hemvist, kan betraktas såsom en axis mundi som förbinder världarna med varandra.
Andra föremål som komparativa mytologer har tagit upp som exempel på axis mundi finns även andra typer av växter som vinstockar eller stjälkar, ett berg, en rök- eller eldpelare eller en produkt av mänsklig tillverkning (till exempel en stav, ett torn, en stege, en trappa, en majstång, ett kors, ett kyrktorn, ett rep, en totempåle, en pelare, en tornspira). Dess närhet till himlen kan ha främst religiösa (pagod, tempelmonument, minaret, kyrka) eller världsliga konsekvenser (obelisk, fyr, raket, skyskrapa).
Symbolen axis mundi kan finnas i såväl kulturer som använder sig av shamanistiska metoder eller animistiska trossystem, som i de stora världsreligionerna och i tekniskt avancerade "urbana centra". 